# Piper maculosum
Piper maculosum är en pepparväxtart som beskrevs av John Hill. Piper maculosum ingår i släktet Piper och familjen pepparväxter. Inga underarter finns listade i Catalogue of Life.